# L'adolescent de sal
L'adolescent de sal és una novel·la de l'escriptor Biel Mesquida publicada el 1975 que denuncia la societat dels anys 70 des de la perspectiva apassionada d'un adolescent.
L'obra va rebre el Premi Prudenci Bertrana de novel·la de 1973, però va estar prohibida dos anys per la censura franquista. Finalment es publicaria el 1975, esdevenint un llibre de culte de tota una generació. Segons Josep Massot, el llibre va convulsar les lletres catalanes amb el seu despatx, llibertat i irreverència. A l'obra el protagonista viu amb exaltació l'enfrontament amb la família, el descobriment de la seva sexualitat, i la rebel·lió contra els símbols del poder establert. Parla arravatadament de lectures, de sentiments, i es deixa portar per estats d'ànims contradictoris. L'obra es va reeditar el 1990 i el 2013.

## Argument
Un jove de Mallorca analitza la crisi de la consciència burgesa mitjançant una escriptura escassa de prosa i poemes que expressen la repressió, el desig de llibertat i el descobriment de l'amor i del plaer. El noi lluita amb les seves contradiccions interiors per eliminar antics prejudicis i transformar la societat. Tant l'obra com l'acte d'escriure es presenten com actes de rebel·lió contra l'establiment: el catolicisme, l'opressió policial, la societat basada en la família tradicional i el camí tradicional cap a la riquesa.
El jove descobreix gradualment la cultura que se li havia negat a causa d'una educació religiosa punitiva. El narrador presenta l'obra com aquella en què l'adolescent expressa el seu punt de vista, emocions, pors i idees. La idea és que el lector avanci a través del text de manera dialèctica per arribar a les seves pròpies conclusions. Cheska, la núvia del protagonista que estudia teatre, participarà al final de l'esforç literari de l'adolescent.

## Temàtica
La seva mare serveix de símbol d'opressió: a través dels seus monòlegs, el receptor comprèn el repte que la lectura de les pàgines del seu fill li va suposar als seus valors tradicionals. El pare representa el poder i l'autoritat i, finalment, el grup d'estudi proporciona les pinzellades del context històric.

## Estil
El lector participa en un meta-text que imita l'estil dels càstigs escolars, els dogmes religiosos i les notes de premsa, que es barreja amb els escrits naixents de l'adolescent. Estilísticament, el text destaca per la fragmentació i la barreja de gèneres: dietari, lletra, prosa, poema, còmics, etc. La innovació formal es presenta de manera disruptiva de diverses maneres: les pressupostes són recurrents i exigents; la tipografia s'utilitza per denunciar o ressaltar personatges o idees; les notes a peu de pàgina adquireixen valor narratiu i teòric; la ficció dins d'una ficció assumeix un personatge etico-revolucionari brechtià. Els dibuixos, línies escrites a mà, retalls censurats i proves de galera provoquen la reflexió del lector.